# الحرب البحرية بين الهند وباكستان 1971
الحرب البحرية بيني الهند وباكستان لعام 1971، هو مصطلح يشير إلى الاشتباكات العسكرية البحرية بين البحرية الهندية والبحرية الباكستانية خلال الحرب الباكستانية الهندية عام 1971. كانت الاشتباكات بين الهند وباكستان خلال هذه الفترة الزمنية نتيجةً مباشرةً لحرب الاستقلال البنغلاديشية، التي كانت مستمرةً في باكستان الشرقية سابقًا (بنغلاديش حاليًا) منذ تنفيذ الجيش الباكستاني لعملية مناورة في محاولة لكبح الحركة القومية البنغالية في القسم الشرقي من باكستان. بدأت سلسلة العمليات البحرية بالضغط البحري الهندي على باكستان من المحيط الهندي، بينما تحرك الجيش الهندي والقوات الجوية الهندية لخنق القوات الباكستانية في شرق باكستان براُ. تضمنت العمليات البحرية الهندية الاعتراض البحري والدفاع الجوي والدعم الأرضي والبعثات اللوجستية.
مع نجاح العمليات البحرية الهندية في باكستان الشرقية، بدأت البحرية الهندية عمليتين واسعتي النطاق؛ عملية الرمح الثلاثي وعملية بايثون. ركزت هاتان العمليتان على باكستان الغربية، وسبقت بدء الاشتباكات الرسمية بين الهند وباكستان.

## خلفية
لم تلعب البحرية الهندية دورًا رئيسيًا خلال الحرب الباكستانية الهندية عام 1965، إذ ركزت الحرب على الصراع البري فقط حينها. وفي 7سبتمبر، قصف أسيطل البحرية الباكستانية بقيادة العميد البحري إس. إم أنور محطة رادار البحرية الهندية في دواركا، على بعد 200 ميل (320 كم) جنوب ميناء كراتشي الباكستاني، ضمن ما عُرف بعملية دواركا. تسببت هذه العملية في إجراء البحرية الهندية لتحديث وتوسع سريع لهيكليتها، على الرغم من عدم تأثر محطة الرادار بالقصف على الإطلاق. وبالتالي، نمت ميزانية البحرية الهندية من 350 مليون إلى 1.15 مليار روبية هندية. أضافت البحرية الهندية سربًا جديدًا من ستة زوارق صواريخ من طراز أوسا إلى أسطولها المقاتل بعد حصولها عليهم من الاتحاد السوفيتي، وعززت سلاح الجو البحري الهندي أيضًا.

## نهاية الحرب
فرضت الهند سيطرةً كاملةً على طريق النفط من الخليج العربي إلى الموانئ الباكستانية، بعد العمليات الناجحة لبحريتها. أما السفن الرئيسية للبحرية الباكستانية فإما دُمرت أو اضطرت للبقاء في الميناء. فرضت البحرية الهندية حصارًا بحريًا جزئيًا على ميناء كراتشي ولم تتمكن أي سفينة تجارية من الاقتراب منها، وتوقفت حركة الشحن من وإلى المدينة، التي كانت تُعد الميناء الرئيسي الوحيد في باكستان في ذلك الوقت. هزم الأسطول الشرقي للبحرية الهندية القوات الباكستانية في باكستان الشرقية في غضون أيام قليلة بعد الهجمات على كراتشي؛ وبحلول نهاية الحرب، سيطرت البحرية الهندية على الواجهة المائية المحيطة بجناحي باكستان.
انتهت الحرب على الجبهتين بعد اجتماع الملازم الجنرال أمير عبد الله خان نيازي، قائد القوات الباكستانية في باكستان الشرقية والملازم الجنرال جاجيت سينغ أورورا، القائد العام للقيادة الشرقية للجيش الهندي، في مضمار رامنا للسباق في دكا في تمام الساعة 16:31 بالتوقيت الهندي في 16 ديسمبر 1971 للتوقيع على وثيقة الاستسلام الباكستاني للقوات الباكستانية المتمركزة في باكستان الشرقية.
كما حصّل القائد العام لقيادة البحرية الشرقية التابعة للبحرية الهندية الأدميرال نيلاكانتا كريشنان استسلام البحرية الباكستانية من ضابط الراية البحري الباكستاني الشرقي، اللواء البحري محمد شريف؛ إذ قام شريف بتسليم مسدس توكاريف الخاص به إلى كريشنان في الساعة 16:31 بالتوقيت الهندي قائلًا «الأدميرال كريشنان، سيدي، سيتم نزع سلاحي قريبًا. قاتلت قواتك البحرية بشكل رائع وجعلتنا محاصرين في كل مكان. لا يوجد أحد أود أن أستسلم له غير القائد- رئيس الأسطول الشرقي». وما يزال مسدس توكاريف موضوعًا في صندوق زجاجيي مغطاة في متحف الأكاديمية العسكرية الهندية.
بلغت الأضرار التي لحقت بالبحرية الباكستانية 7 زوارق مدفعية، وكاسحة ألغام، وغواصةً واحدةً، ومدمرتين، و3 زوارق دورية تابعة لخفر السواحل، و18 سفينة شحن وإمداد واتصالات، وألحقت أضراراً كبيرة بالقاعدة البحرية والأرصفة في مدينة كراتشي الساحلية. تم الاستيلاء على ثلاث سفن تابعة للبحرية التجارية، أنور بكش وبسني ومادهوماثي، وعشر سفن أصغر. وفُقد نحو 1900 فرداً، بينما أسرت القوات الهندية 1413 جنديًا في دكا. ووفقًا للباحث الباكستاني طارق علي، فقدت البحرية الباكستانية ثلث قوتها في الحرب.

كتب اللواء البحري شريف في أطروحة له عام 2010 «لام الجنرالات في القوات الجوية والجيش بعضهم البعض على فشلهم، في الوقت الذي أشاروا إلى بعضهم أمام العلن أنهم أبطال حرب قاتلوا بشكل جيد وأوقعوا خسائر فادحةً في صفوف الهنود المتقدمين عسكرياً». وخلص شريف إلى أنه في النهاية، وضع كل ضابط في القوات الجوية والجيش عدم كفاءة اللواء نيازي وفشله كسبب رئيسي للحرب من الأساس. وأشار شريف أيضًا إلى أن:
أُسيء فهم النجاح العسكري الأولي لعمليتي مناورة وباريسال في استعادة حالة القانون والنظام في باكستان الشرقية في مارس 1971 على أنه نجاح كامل ... في الواقع، تدهور وضع القانون والنظام مع مرور الوقت هناك، خاصةً بعد سبتمبر من نفس العام عندما انقلب السكان بشكل متزايد ضد القوات المسلحة [الباكستانية] وكذلك ضد حكومة [يحيى] العسكرية. وعلى الرغم من تضخم القوة الإجمالية الباكستانية بسبب الزيادة السريعة في عدد الجنود، لم يرتفع مستوى كفاءتها القتالية بالحد المطلوب، نظراً لكون نسبة كبيرة من الجنود الجدد كباراً في السن جدًا أو عديمي الخبرة أو غير راغبين بالقتال ...

-الأدميرال البحري محمد شريف، ضابط الراية البحري الباكستاني الشرقي، اللواء البحري محمد شريف.